# Trevor Manuel
Trevor Manuel (né en 1956) est un homme politique d'Afrique du Sud, membre de l'ANC, député (1994-2014), ministre du commerce et de l'industrie (1994-1996) dans le gouvernement Mandela puis ministre des finances de 1996 à 2009 dans les gouvernements de Nelson Mandela, de Thabo Mbeki et de Kgalema Motlanthe ainsi que ministre de la Présidence, chargé de la planification au sein du premier gouvernement Zuma (2009-2014).

## Biographie
Trevor Manuel est un Métis du Cap selon la classification sud-africaine, né en janvier 1956 au Cap, fils de fonctionnaire et élevé en plein apartheid dans cette ville au sud du continent africain. Diplômé en 1973, il poursuit des études en ingénierie et en droit.
Manuel entre dans la vie publique en 1981 en tant que Secrétaire général du comité d'action d'urbanisme de la région du Cap puis il devient membre dirigeant du Front Démocratique Uni, un paravent du Congrès national africain. En septembre 1985, il est arrêté puis soumis à une mesure de bannissement intérieur. En mars 1986, elle est allégée pour des raisons juridiques mais le 15 août 1986, il est de nouveau arrêté et détenu pendant deux ans jusqu'en 1988. Libéré sous restriction, il est de nouveau arrêté en septembre 1988 jusqu'en février 1989. La mesure de bannissement le concernant sera définitivement supprimée le 31 août 1990.
Lors de la période de transition et de négociations entre le pouvoir afrikaner et l'ANC légalisée, Manuel est chargé d'organiser le parti au niveau de la région occidentale de la Province du Cap. En 1992, il devient le directeur du département de la planification économique au sein de l'ANC. En 1994, il est élu au parlement et nommé ministre du commerce et de l'industrie dans le gouvernement de Nelson Mandela.
En 1996, il devient le premier ministre des finances non blanc de la République d'Afrique du Sud. Il doit gérer une économie qui bénéficie d'une forte croissance mais également doit faire face à une situation sociale explosive, une très forte inégalité des revenus, des revendications très fortes en termes de logements et un chômage qui croît et atteint 40 % de la population active. En 2005, son nom est cité pour la vice-présidence et donc potentiellement pour la présidence mais le fait de ne pas être noir est pour lui un handicap qui pour l'instant lui barre toute possibilité d'accéder à la magistrature suprême.
En 2007, il divorce de sa première épouse et se remarie, en décembre 2008, avec Maria Ramos, dirigeante d'entreprise,.
Du 10 mai 2009 au 25 mai 2014, il est président de la Commission nationale du Plan, chargée de la définition de stratégies politiques auprès de la présidence Zuma. En 2011, son nom a été cité pour succéder à Dominique Strauss-Kahn au Fonds monétaire international.
Il quitte la vie politique sud-africaine en 2014.